# ТВ-6 Курск
«ТВ-6 Курск» — курская региональная версия московского ТВ-6, являющаяся сетевым партнёром «ТВ-6» и региональным представителем.

## Общая информация
Негосударственная телекомпания Курска. Телекомпания «ТВ-6 Курск» была основана в 2000 году. Первый выход в эфир 11 сентября 2000 года, с этой же даты началось непрерывное вещание.
Зона покрытия: Курск и область (в радиусе 24 км от места установки передатчика), что охватывает не менее 17 % всей Курской области.
Вещание осуществляется на 38-м частотном канале. Мощность передатчика 1 кВт.
Заявленная общая зрительская аудитория — 428,8 тысяч человек.

## Постоянные программы собственного производства
- «Новости. Служба информации» — Слоган: «Мир меняется, „Новости“ остаются». Новостная программа рассказывающая об основных событиях, происходящих в городе Курске и области. Ведущий: Евгения Деричева. Основной выпуск выходит ежедневно в 19:00, кроме субботы и воскресения. Повторы выпуска ежедневно (кроме выходных) в 00:30, 07:00, 14:00. Длительность программы 15 минут.
- «К ответу!» — Слоган: "Мы призываем «К ОТВЕТУ». Авторская программа освещающая актуальные темы и различные проблемы Курского региона с учётом компетентных мнений и комментариев специалистов. Ведущий: Анна Круглова. Выходит каждую среду в 19:30.
- «Пресс надзор» — Еженедельная аналитическая программа с обзором актуальных и скандальных газетных публикаций в курской прессе. Ведущая: Евгения Деричева. Выходит каждый четверг в 19:30.
- «Первые лица» — В программе жители города и все желающие могу получить ответы на свои вопросы руководству города и области. Выходит еженедельно в прямом эфире.
- «Музыкальный подарок» — Одна из самых популярных программ телеканала с помощью которой можно поздравить своих родных, друзей и коллег с торжеством и кроме теплых пожеланий преподнести песню в подарок. Выходит ежедневно.
- «Встречная полоса» — Программа посвящена актуальным проблемам дорожного движения в Курске и области. Сотрудники ГИБДД, специалисты и просто автолюбители комментируют различные ситуации и отвечают на вопросы журналистов. Выходит в эфир по понедельникам и средам в 19.25.
- «Служба 02» — Программа имеет социально-пропагандистскую направленность и является своеобразным рупором курской милиции. В каждой передаче рассказывается о работе подразделений милиции и освещается криминогенная обстановка в Курской области. Время от времени проводятся прямые эфиры с руководством УВД по Курской области. Ведущий: Артур Будыка. Основной выпуск выходит по понедельникам, средам и пятницам в 19:15.
- «Жизнь в большом городе» — Информационно-развлекательный дайджест о жизни города Курска и области. Выходит в эфир каждую среду в 19:30.

## Закрытые программы собственного производства
- «Свободный микрофон» — Интерактивное ток-шоу, выходившее в эфир с апреля 2004 по ноябрь 2008 года. В программе обсуждались актуальные темы и события недели, а участниками становились те, кто непосредственно был вовлечен в эти события: политики, чиновники, деятели культуры и просто граждане у «свободного микрофона». Ведущий: Виктор Богданов. Программа выходила каждую среду в 14:50.
- «Полоса везения» — Реалити-шоу проходившее 7 по 17 декабря 2005 года. Региональный аналог «Фабрики звезд», в котором участников, прошедших все отборочные туры, на 10 дней отгородили от внешнего мира в гостинице. Продюсер и ведущий: Игорь Вебер. В эфир выходило ежедневно в течение 10 дней.[1]
- «Завтрашний день» — Программа выпускалась в эфир с августа 2007 по август 2009 года. В каждой программе давался нестандартный астрологический прогноз для каждого из знаков Зодиака. Автор и ведущий: Виктор Богданов. Основной выпуск программы выходил ежедневно с пятницы по среду в 19:50.
- «Конечно ночью» — Развлекательная программа выпускавшаяся в эфир с января 2006 по декабрь 2009 года. В программе, выходившей в прямом эфире, гости студии в непринужденной беседе с ведущим без купюр и цензуры рассказывали о себе: своей жизни, мечтах, творческих замыслах и различных приключениях. Автор и ведущий: Виктор Богданов. Основной выпуск программы выходил еженедельно в пятницу в 00:50.
- «Точка зрения» — Дискуссионный клуб для молодежи. В программе, выходившей в эфир на протяжении 2006 года, представители инициативной молодёжи города Курска и членов молодёжных общественных организаций в ходе неформального общения озвучивали различные идеи и проекты, содействующие развитию гражданского общества в городе Курске и Курской области. Ведущий: Антон Хаблов. Программа выходила каждый понедельник в 19:50.
- «Дорожный патруль-Курск» («Курский патруль»)
- «Мыльные пузыри»
- «Короли и капуста»
- «Открытая виза»
- «Эксперт по жизни»

## Коллектив
В телекомпании действуют отделы службы информации и рекламы, выпускающий и технический отделы, отдел поддержки сайта телеканала. В штате «ТВ-6 Курск» работают более 20 сотрудников, в том числе 3 видеооператора и 5 корреспондентов, несколько ведущих, редакторов и продюсеров, остальные сотрудники — персонал обеспечивающий выход в эфир и отдел рекламы.
С августа 2009 года продюсером телеканала «ТВ-6 Курск» является Светлана Юрьевна Бондаренко, работавшая ранее редактором отдела новостей. До этого должность продюсера телеканала занимал Виктор Богданов, перешедший затем работать в «Продюсерский центр Артура Будыки».

## Интересные факты
- По сообщениям СМИ телекомпания несколько раз меняла своего владельца. Изначально «ТВ-6 Курск» в качестве непрофильного актива принадлежал курчатовскому ОАО «Инжиниринговая компания „Атомэнергомонтаж“. Затем в июне 2007 года телекомпанию у гендиректора и совладельца „Атомэнергомонтажа“ Иссы Тумгоева выкупил курский предприниматель Вадим Полунин. Вскоре после приобретения телеканала, бизнесмен объединил его, и принадлежащий ему еженедельник „Регион-46“, в единый медиа-холдинг.[2][3]
- В августе этого же года на паритетных началах совладельцем телеканала «ТВ-6-Курск» стал лидер регионального отделения «Справедливой России» и владелец группы компаний «Агрохолдинга» Александр Четвериков, которого Вадим Полунин, по мнению газеты «КоммерсантЪ» сам пригласил в соучредители.[4][5][6]
- Вскоре на «ТВ-6-Курск» развился конфликт между совладельцами и творческим коллективом телекомпании. По сообщению прессы, владелец телеканала якобы потребовал от подчиненных выпустить в эфир текст с обвинениями против Исы Тунгоева, руководителя «Атомэнергомонтажа», в попытке вернуть контроль над телеканалом под давлением региональных властей. Журналисты отказались выпускать в эфир этот материал и были уволены.[7]
- Спустя год против Иссы Тумгоев и его брата Руслан Тумгоева, а также бывшего гендиректора канала Владимир Кряжа, было возбуждено уголовное дело. Следственным управлением УВД города Курска им инкриминировали мошенничество в крупном размере и злоупотребление полномочиями при попытке отобрать телеканал у Полунина.[8]
- Как сообщала одна из курских газет, летом 2005 году на «ТВ-6 Курск» готовились к съемкам своего варианта реалити-шоу «Голода». Планировалось вывезти на месяц участников в одну из глухих деревень Курской области. За развитием событий в деревне должны были следить журналисты и телекамеры.[9] Увы, проект первого реалити-шоу снятого в провинции осуществить не удалось.